# Taber
Taber is een plaats (town) in de Canadese provincie Alberta die in 2021 8862 inwoners telde.

## Geboren in Taber
- Henry Bekkering (1985), basketballer
- Ross Bekkering (1987), basketballer

Beide broers waren als basketballer actief in Nederland.